# Jakub Henryk Zerneke
Jakub Henryk Zerneke (również Jakub Henryk Zenrecke, Jacob Heinrich Zenrecke, ur. 18 listopada 1672 w Toruniu, zm. 29 października 1741) – polski kronikarz, historyk, burmistrz Torunia.

## Życiorys
Był najmłodszym synem Johanna i Christine, córki rajcy toruńskiego Johanna Moellera (Möllera). Rodzina od strony ojca pochodziła z Bergen auf Rügen. Ród Zernecków od początku XVI wieku zajmował się kowalstwem i wytwórstwem broni. Na przestrzeni lat za sprawą rosnących dochodów i zawieranych małżeństw ród awansował do elity w Bergen. Pierwszym członkiem rodu, który osiadł w Toruniu, był Johann Zernecke. W 1636 roku przeprowadził się do Gdańska, dwa lata później osiadł w Toruniu, gdzie uczył się zawodu kupieckiego w Johanna Moellera. W 1653 roku ożenił się z Christiną. Para miała ośmioro dzieci, z czego jedno zmarło w dzieciństwie.
W okolicach 1676–1677 zmarła Christine Moeller. Osierocony Jakub Zerneke przez pójściem do szkoły był edukowany w domu przez Stephana Humiusa. W 1683 roku rozpoczął naukę w Gimnazjum Akademickim w Toruniu. Tam uczył się m.in. w historii u bogu Krzysztofa Hartknocha oraz języka polskiego. W 1692 roku rozpoczął naukę w gimnazjum w Gdańsku. Rok później odbył wyprawę po Prusach Wschodnich.
W 1694 roku Zerneke rozpoczął studia teologiczne w Lipsku. Podczas studiów odbywał wyprawy po dzisiejszych Niemczech, Niderlandach, Belgii, Wielkiej Brytanii, Austrii i Węgier. Planował również wizytę we Francji. W Wiedniu pozyskał egzemplarz XVI-wiecznej księgi Reci z mudrcu pohanskych jakoż i z Petrrky vybrane a prelozone Jana Češki. Z nieznanych powodów w listopadzie 1697 roku Zerneke porzucił studia teologiczne na rzecz prawniczych i filozoficznych w Rostocku. W 1698 roku ukazała się Rozprawa Jacoba Heinricha Zerneckego z czasu studiów, będąca streszczeniem dysputy teologicznej.
W 1699 roku osiadł w Toruniu. 30 grudnia 1699 roku został sekretarzem Rady Miejskiej. Do jego zadań należało prowadzenie protokołów czynności rady miejskiej, a także reprezentowanie jej w sądach i na sejmikach. Podczas III wojny północnej dwukrotnie (1701 i 1702) powierzono mu zadanie doprowadzenia wystawianych przez Toruń żołnierzy na przegląd sił zbrojnych województwa chełmińskiego. Podczas oblężenia Torunia w 1703 roku wraz z Janem Baumgartenem bezskutecznie prosił wojska szwedzkie o zaniechanie ostrzału domów prywatnych. Wykorzystując fakt, że Szwecja była krajem protestanckim, obaj podkreślali, że w wyniku ostrzałów giną ewangelicy oraz są niszczone ich świątynie. W 1706 roku zrezygnował ze stanowiska sekretarza. Trzy lata później został wybrany wiceprzewodniczącym ławy toruńskiej.
1 maja 1702 roku ożenił się z Concordią, córką gdańskiego kupca Mathiasa Stannickiego. Małżeństwo miało dwóch synów Heinricha i Valentina oraz cztery córki. Rodzina mieszkała w kamienicy na styku ulic Żeglarskiej i św. Jana (obecnie ul. Żeglarska 16).
W 1713 roku został członkiem toruńskiej rady miejskiej. W 1706 roku został ławnikiem, w 1712 roku sędzią, w 1713 roku rajcą. W 1720 został burmistrzem Toruniu, wówczas urządowi w hierarchii władz miejskich na drugim miejscu po prezydencie. W marcu 1723 roku awansował na stanowisko burmistrza prezydującego. W pierwszych miesiącach swojej pracy na tym stanowisko załagodził konflikt pomiędzy władzami miejskimi a jezuitami, przeprowadził rewizję przepisów przeciwpożarowych, uwolnił kasę miejską od niektórych roszczeń ze strony możnych rodzin szlacheckich oraz zakończył budowę Domu Pracy Przymusowej.
Według tradycji, mieszkańcy Torunia tak bardzo szanowali Zernekego, że ulicę, przy której mieszkał, wykładano słomą, by nie przeszkadzać historykowi.
Podczas tumultu toruńskiego z 16–17 lipca 1724 roku przebywał w swoim domu. Jako burmistrz przez dłuższy czas nie interweniował w sprawie uspokojenia sytuacji. Zdaniem historyka Michała Targowskiego, Zerneke mógł zachować bierną postawę, gdyż za sprawy porządku i bezpieczeństwa odpowiadał drugi burmistrz, prezydent Jan Gotfryd Rösner. Śledztwo w sprawie zamieszek prowadził sąd asesorski, który w listopadzie 1724 roku skazał na śmierć czternastu toruńskich mieszczan, w tym Zernekego i Rösnera (za dopuszczenie i podżeganie do zamieszek, w wyniku których ewangelicy toruńscy zdemolowali kolegium jezuickie i sąsiadujący z nim klasztor). Wyrok odczytano 19 listopada, jeszcze tego samego dnia obaj burmistrzowie zostali osadzeni w areszcie domowym. Obaj wysyłali do komisarzy listy z prośba o ułaskawianie, ale także odrzucili również propozycję ucieczki do Prus, licząc na pozytywny przebieg wydarzeń. 6 grudnia ludność katolicka z Torunia i okolic zebrała się w kościele św. Janów w Toruniu, gdzie u członków komisji wstawili się za Zernekem. Tego samego dnia komisarze zwrócili się do króla Augusta II Mocnego z prośbą o wydanie aktu łaski. Wykonanie wyroku przesunięto.
7 grudnia 1724 roku ścięci zostali Jan Gotfryd Rösner i pozostali skazani. Do 11 grudnia Zerneke pozostawał w areszcie domowym. Następnego dnia do Torunia dotarł list odwołujący jego egzekucję. Będąc świadomy, że jego ułaskawienie spotkało się z niezadowoleniem ze strony wielu członków toruńskich elit, 30 grudnia wyjechał do Gdańska. Na miejscu znalazł się w pierwszych dnia stycznia 1725 roku. Na dworze królewskim proponowano przywrócenie Zernekemu piastowanych wcześniej urzędów. Rada Torunia niejednomyślnie odniosła się do tej propozycji.
Zamieszkał w kamienicy przy ul. Piwnej. Cieszył się poważaniem i ochroną gdańskiej rady miejskiej. Utrzymywał kontakt z toruńską radą miejską (formalnie był jej członkiem do 1731 roku) oraz z duchownym  Christopherem Andreasem Geretem. Kamienica Zernekego została uszkodzona podczas oblężenia Gdańska przez połączone wojska rosyjskie i saskie w 1734 roku.
Zmarł 29 października 1741 roku. Został pochowany w kościele mariackim w Gdańsku. W 1763 roku Heinrich Zernecke ufundował w kościele mariackim nowe rodowe mauzoleum, w którym złożono ciało Jakuba Zernekego.

## Twórczość
Mając dostęp do archiwów opracował kilka prac o historii Torunia w języku niemieckim. W 1706 roku wydał Lusus anagramatico poeticus, zbiór żartobliwych anagramów, ułożonych z liter tworzących nazwiska przedstawicieli elit toruńskich. W 1710 roku wydał Das verpestete Thorn..., poświęcony epidemiom w Toruniu. Rok później w drukarni Jana Ludwika Nicolaiego ukazała się Historiae Thoruniensis Naufragae Tabulae... (pol. Tablice rozbitków historii toruńskiej...), poświęcona rozmaitym wydarzeniom z historii Torunia. Praca ta została ponownie wydana w 1727 roku w Berlinie, pod tytułem Thornische Chronica (pol. Kronika toruńska). W nowym wydaniu Zerneke przedstawił wydarzenia z lat 1712–1726. Praca, zawierająca relacje z tumultu toruńskiego, cieszyła się popularnością w Europie i na przestrzeni lat stała się najczęściej spotykanym na świecie starodrukiem związanym z Toruniem. Przypuszczalnie drugie wydanie ukazało się w Berlinie z obawy o ocenzurowanie fragmentów pracy. W Thornische Chronica orzekł, że Mikołaj Kopernik mieszkał w kamienicy położonej na rogu ul. Ducha Św. i św. Anny (ob. ul. Mikołaja Kopernika). W 1712 roku ukazały się również Das bei denen schwedischen Kriegen bekriegte Thorn (pol. Toruń przez szwedzkie wojny zwojowany) i Summarischer Entwurf des geehrten und gelehrten Thorns (pol. Sumaryczny szkic czcigodnego i uczonego Torunia).
Spuścizną po Zerneke są również jego odpisy dzieł innych historyków, znajdujące się w zbiorach Biblioteki Gdańskiej Polskiej Akademii Nauk i Archiwum Państwowego w Toruniu.

## Upamiętnienia
Już za życia został upamiętniony przez luterańskiego duchownego Christophera Andreasa Gereta, który w 1723 roku napisał wiersz na cześć Zernekego. W 1727 roku Georg P. Busch i Daniel Klein wykonali grafikę portretową Zernekego. Inny portret Zernekego wykonał Jacob Wessel w latach 60. XVIII wieku.
Za sprawą tumultu toruńskiego stał się powszechnie znany w Europie. Jego nazwisko pojawiło się w ponad 150 drukowanych broszurach i ulotkach na temat zamieszek. W 1733 roku ukazała się książka biograficzna Vita Jacobbi Henrici Zerneckii (pol. Życie Jakuba Henryka Zernekego) autorstwa Johanna Benjamina Dragheima. Zerneke i Rösner zaczęto wpisywać w kontekst rywalizacji na tle narodowym pomiędzy Niemcami a Polakami. Na przełomie XIX i XX wieku Walter Friedrich Zernecke wydał dwutomową historię swojej rodziny. Drugi tom był poświęcony wyłącznie Jakubowi.
W Toruniu nie znajduje się żadne trwałe upamiętnienie Jakuba Henryka Zernekego.